# Curralinho
Curralinho is een gemeente in de Braziliaanse deelstaat Pará. De plaats ligt op het eiland Marajó. De gemeente telt 27.543 inwoners (schatting 2009).

## Aangrenzende gemeenten
De gemeente grenst op het eiland Marajó aan Breves en São Sebastião da Boa Vista.
Over het water van de rivier de Pará grenst de gemeente aan Bagre, Limoeiro do Ajuru en Oeiras do Pará